# ALC (Automarke)
ALC war eine britische Automarke.

## Unternehmensgeschichte
Ein namentlich nicht genanntes englisches Unternehmen stellte im Jahre 1913 Automobile her. Der Markenname lautete ALC.

## Fahrzeuge
Im Angebot stand nur ein Modell. Ein Zweizylindermotor trieb die Fahrzeuge an. Der Neupreis betrug 100 Pfund.